# アレハンドロ・アメナーバル
アレハンドロ・アメナーバル（スペイン語: Alejandro Amenábar, 1972年3月31日 - ）は、チリ・サンティアゴ出身、スペイン国籍の映画監督・脚本家・作曲家。

## 経歴

### 幼少期・青年期
父親のウーゴ・リカルド・アメナーバルはチリ人、母親のホセフィーナ・カントスはスペイン人である。ホセフィーナの姉はスペインからチリに渡っており、後にホセフィーナをチリに招いた。ホセフィーナはそこでウーゴと出会い、1972年3月31日にアレハンドロ・アメナーバルが生まれた。アメナーバルにはリカルドという1969年生の兄がいる。アメナーバル自身はチリとスペインの二重国籍である。父親はゼネラル・エレクトリックのエンジニアである。アレハンドロが1歳だった1973年8月、アメナーバル家はスペインに移住した。当初はキャンピングカーに寝泊まりしていたが、やがてマドリードに落ち着いた。アレハンドロが6歳の時、郊外にあるマドリード州パラクエーリョス・デ・ハラマの団地に引っ越した。
15歳の頃から足しげく映画館に通い、その他には執筆や読書にも情熱を注いだ。アメナーバルの母親によると、アメナーバルは読んだ文章のすべてを吸収する能力を持っていた。さらには、物語を書いた時には文章に合わせてキーボードやギターで作曲を行った。アメナーバルはヘタフェの学校に在学していたが、高校2年時にはマドリードの北東部にあるアラメダ・デ・オスナ学校に転校した。この学校はアメナーバルの家からは遠かったが、マドリード有数の学校として知られていた。マドリード・コンプルテンセ大学の情報科学部に入学、コンプルテンセ大学ではマテオ・ヒルなどと出会い、ヒルとはプロジェクトの相互支援を行っている。アメナーバルは最終的にコンプルテンセ大学の学位は取得していない。

### 映画監督
1991年から1994年の間に、アメナーバルは『La Cabeza』、『Himenóptero』、『Luna』という3本の短編映画を監督した。ホセ・ルイス・クエルダが『Himenóptero』の脚本を担当し、若いアメナーバルに助言を与えた。23歳だった1996年には初長編作品『テシス 次に私が殺される』を監督。この作品はゴヤ賞で新人監督賞と脚本賞を受賞し、ベルリン国際映画祭でも審査員の注目を集めた。1997年のSFアクション映画『オープン・ユア・アイズ』は、ベルリン国際映画祭や東京国際映画祭で高評価を得た。この作品はアルフレッド・ヒッチコック監督の1958年作『めまい』をアメナーバルなりにアレンジしたものであると語っている。トム・クルーズがハリウッドリメイク権を購入、クルーズ自身が主役を演じて『バニラ・スカイ』としてリメイクされた。2001年の3作目『アザーズ』ではハリウッドに進出。ニコール・キッドマンが主演するスリラー映画である。スペインでは同年の最多観客数を記録し、アメリカ合衆国では数週間にわたって興行成績第1位となった。この作品はヴェネツィア国際映画祭でプレミア上映され、ゴヤ賞では作品賞・監督賞を含む8部門で受賞し、ヨーロッパ映画賞では作品賞にノミネートされた。
2004年には尊厳死活動家のラモン・サンペドロの手記『地獄からの手紙』を元に、ハビエル・バルデムをサンペドロ役に据えた『海を飛ぶ夢』を製作。この作品はアカデミー外国語映画賞を受賞し、ヴェネツィア国際映画祭では審査員特別賞を受賞した。ゴヤ賞では14部門で受賞した。この作品の発表後には尊敬するスティーヴン・スピルバーグから賛辞の手紙を受けとったという。2005年には映画芸術科学アカデミーのメンバーとなった。2008年にはレイチェル・ワイズやマックス・ミンゲラを主演に据えて『アレクサンドリア』を監督。当初は『Mists of Time』という題名の予定だったが、結局は『Agora』と改題されている。2009年5月17日のカンヌ国際映画祭でプレミア上映され、10月9日にスペインで一般劇場公開された。2011年にはマドリード・ウォーク・オブ・フェイムに選ばれた。
2015年には約7年ぶりの長編映画として、エマ・ワトソンとイーサン・ホークを主演に据えて『リグレッション』を監督した。この作品は2015年9月のサン・セバスティアン国際映画祭でプレミア上映された。
アメナーバルは自作の音楽のほかに、ホセ・ルイス・クエルダ監督の『蝶の舌』や、マテオ・ヒル監督の『パズル』のサウンドトラックも手掛けている。熱心なサウンドトラックの収集家である。スティーヴン・スピルバーグ、ジェームズ・キャメロン、スタンリー・キューブリックなどを好きな監督に挙げている。

## 人物
2004年、スペインの雑誌にてゲイであることを公表。スペインでは2005年に同性婚が合法化されている（スペインの同性婚）。2015年7月18日、ダビド・ブランコ（男性）と結婚した。

## フィルモグラフィー
監督した長編映画
| 年   | 原題          | 日本語題                | 担当                   | 備考       |
| ---- | ------------- | ----------------------- | ---------------------- | ---------- |
| 1996 | Tesis         | テシス 次に私が殺される | 監督・脚本・音楽       |            |
| 1997 | Abre los ojos | オープン・ユア・アイズ  | 監督・脚本・音楽       | カメオ出演 |
| 2001 | Los otros     | アザーズ                | 監督・脚本・音楽       |            |
| 2004 | Mar adentro   | 海を飛ぶ夢              | 監督・脚本・製作・音楽 |            |
| 2009 | Ágora         | アレクサンドリア        | 監督・脚本             |            |
| 2015 | Regresión     | リグレッション          | 監督・脚本             |            |

その他の作品
| 年   | 原題                                   | 日本語題     | 担当                   | 備考               |
| ---- | -------------------------------------- | ------------ | ---------------------- | ------------------ |
| 1991 | La cabeza                              |              | 監督・脚本・音楽・出演 | 短編映画           |
| 1992 | La extraña obsesión del Doctor Morbius |              | 監督・脚本・音楽・出演 | 短編映画           |
| 1992 | Himenóptero                            |              | 監督・脚本・出演       | 短編映画           |
| 1994 | Luna                                   |              | 監督・脚本・音楽・出演 | 短編映画           |
| 1999 | La lengua de las mariposas             | 蝶の舌       | 音楽                   |                    |
| 1999 | Nadie conoce a nadie                   | パズル       | 音楽                   |                    |
| 2009 | Spanish Movie                          | 最終爆笑計画 |                        | カメオ出演         |
| 2010 | El mal ajeno                           | 命の相続人   | 製作                   |                    |
| 2013 | Me encanta                             |              | 監督・脚本             | ミュージックビデオ |
| 2015 | Vale                                   |              | 監督・脚本             | テレビコマーシャル |

## 受賞とノミネート

### 映画賞
アカデミー賞
| 年   | 部門         | 作品       | 結果 |
| ---- | ------------ | ---------- | ---- |
| 2005 | 外国語映画賞 | 海を飛ぶ夢 | 受賞 |

 ゴールデングローブ賞
| 年   | 部門         | 作品       | 結果 |
| ---- | ------------ | ---------- | ---- |
| 2005 | 外国語映画賞 | 海を飛ぶ夢 | 受賞 |

BAFTA賞
| 年   | 部門   | 作品     | 結果       |
| ---- | ------ | -------- | ---------- |
| 2001 | 脚本賞 | アザーズ | ノミネート |

 ヨーロッパ映画賞
| 年   | 部門   | 作品       | 結果       |
| ---- | ------ | ---------- | ---------- |
| 2001 | 作品賞 | アザーズ   | ノミネート |
| 2004 | 作品賞 | 海を飛ぶ夢 | 受賞       |
| 2004 | 監督賞 | 海を飛ぶ夢 | 受賞       |

 ゴヤ賞
| 年   | 部門       | 作品                       | 結果       |
| ---- | ---------- | -------------------------- | ---------- |
| 1996 | 新人監督賞 | テシス 次に私が殺される    | 受賞       |
| 1996 | 脚本賞     | テシス 次に私が殺される    | 受賞       |
| 1998 | 監督賞     | オープン・ユア・アイズ     | ノミネート |
| 1998 | 脚本賞     | オープン・ユア・アイズ     | ノミネート |
| 1999 | 作曲賞     | La lengua de las mariposas | ノミネート |
| 2001 | 監督賞     | アザーズ                   | 受賞       |
| 2001 | 脚本賞     | アザーズ                   | 受賞       |
| 2001 | 作曲賞     | アザーズ                   | ノミネート |
| 2004 | 作品賞     | 海を飛ぶ夢                 | 受賞       |
| 2004 | 監督賞     | 海を飛ぶ夢                 | 受賞       |
| 2004 | 脚本賞     | 海を飛ぶ夢                 | 受賞       |
| 2004 | 音楽賞     | 海を飛ぶ夢                 | 受賞       |
| 2009 | 監督賞     | アレクサンドリア           | ノミネート |
| 2009 | 脚本賞     | アレクサンドリア           | 受賞       |

 ダヴィッド・ディ・ドナテッロ賞
| 年   | 部門             | 作品       | 結果 |
| ---- | ---------------- | ---------- | ---- |
| 2005 | ヨーロッパ作品賞 | 海を飛ぶ夢 | 受賞 |

 セザール賞
| 年   | 部門                             | 作品     | 結果       |
| ---- | -------------------------------- | -------- | ---------- |
| 2002 | インディペンデント・スピリット賞 | アザーズ | ノミネート |

インディペンデント・スピリット賞
| 年   | 部門         | 作品       | 結果 |
| ---- | ------------ | ---------- | ---- |
| 2004 | 外国語映画賞 | 海を飛ぶ夢 | 受賞 |

アマチュア映画人独立協会賞
| 年   | 部門   | 作品      | 結果 |
| ---- | ------ | --------- | ---- |
| 1991 | 短編賞 | La cabeza | 受賞 |
| 1994 | 脚本賞 | Luna      | 受賞 |
| 1994 | 音楽賞 | Luna      | 受賞 |

 アリエル賞
| 年   | 部門                 | 作品       | 結果       |
| ---- | -------------------- | ---------- | ---------- |
| 2006 | ラテンアメリカ作品賞 | 海を飛ぶ夢 | ノミネート |

 アルゼンチン映画批評家協会賞
| 年   | 部門             | 作品       | 結果 |
| ---- | ---------------- | ---------- | ---- |
| 2006 | スペイン語作品賞 | 海を飛ぶ夢 | 受賞 |

 サン・ジョルディ賞
| 年   | 部門           | 作品                    | 結果 |
| ---- | -------------- | ----------------------- | ---- |
| 1999 | 作品賞         | テシス 次に私が殺される | 受賞 |
| 2002 | スペイン作品賞 | アザーズ                | 受賞 |
| 2005 | 作品賞         | 海を飛ぶ夢              | 受賞 |
| 2005 | スペイン作品賞 | 海を飛ぶ夢              | 受賞 |

 ブタカ賞
| 年   | 部門               | 作品                   | 結果       |
| ---- | ------------------ | ---------------------- | ---------- |
| 1998 | アートハウス作品賞 | オープン・ユア・アイズ | ノミネート |

 スペイン音楽賞
| 年   | 部門   | 作品       | 結果 |
| ---- | ------ | ---------- | ---- |
| 2005 | 作曲賞 | 海を飛ぶ夢 | 受賞 |

 トゥリア賞
| 年   | 部門   | 作品       | 結果 |
| ---- | ------ | ---------- | ---- |
| 2005 | 観客賞 | 海を飛ぶ夢 | 受賞 |

 フォトグラマス・デ・プラータ
| 年   | 部門   | 作品       | 結果 |
| ---- | ------ | ---------- | ---- |
| 2005 | 作品賞 | 海を飛ぶ夢 | 受賞 |

世界サウンドトラック賞
| 年   | 部門                       | 作品       | 結果       |
| ---- | -------------------------- | ---------- | ---------- |
| 2005 | 年間最優秀サウンドトラック | 海を飛ぶ夢 | ノミネート |

 オーストラリア映画批評家協会賞
| 年   | 部門         | 作品       | 結果 |
| ---- | ------------ | ---------- | ---- |
| 2005 | 外国語映画賞 | 海を飛ぶ夢 | 受賞 |

### 映画祭
ヴェネツィア国際映画祭
| 年   | 部門         | 作品       | 結果       |
| ---- | ------------ | ---------- | ---------- |
| 2001 | 作品賞       | アザーズ   | ノミネート |
| 2004 | 審査員特別賞 | 海を飛ぶ夢 | 受賞       |
| 2004 | 若手作品賞   | 海を飛ぶ夢 | 受賞       |
| 2004 | 作品賞       | 海を飛ぶ夢 | ノミネート |

 東京国際映画祭
| 年   | 部門   | 作品                   | 結果 |
| ---- | ------ | ---------------------- | ---- |
| 1998 | 作品賞 | オープン・ユア・アイズ | 受賞 |

 ソフィア国際映画祭
| 年   | 部門       | 作品       | 結果 |
| ---- | ---------- | ---------- | ---- |
| 2005 | 観客賞     | 海を飛ぶ夢 | 受賞 |
| 2005 | 銀のカモメ | 海を飛ぶ夢 | 受賞 |

 ヘント国際映画祭
| 年   | 部門                 | 作品     | 結果       |
| ---- | -------------------- | -------- | ---------- |
| 2001 | 国際映画批評家連盟賞 | アザーズ | 受賞       |
| 2001 | 作品賞               | アザーズ | ノミネート |

 バルディビア国際映画祭
| 年   | 部門   | 作品                   | 結果 |
| ---- | ------ | ---------------------- | ---- |
| 1998 | 観客賞 | オープン・ユア・アイズ | 受賞 |

 トゥールーズ・スペイン映画祭
| 年   | 部門         | 作品                   | 結果 |
| ---- | ------------ | ---------------------- | ---- |
| 1998 | 学生審査員賞 | オープン・ユア・アイズ | 受賞 |

 ファンタスポルト
| 年   | 部門   | 作品                    | 結果       |
| ---- | ------ | ----------------------- | ---------- |
| 1997 | 作品賞 | テシス 次に私が殺される | ノミネート |

 ブリュッセル国際ファンタジー映画祭
| 年   | 部門   | 作品                    | 結果 |
| ---- | ------ | ----------------------- | ---- |
| 1997 | 作品賞 | テシス 次に私が殺される | 受賞 |

 シッチェス映画祭
| 年   | 部門           | 結果 |
| ---- | -------------- | ---- |
| 2006 | タイムマシン賞 | 受賞 |

 エルチェ映画祭
| 年   | 部門   | 作品        | 結果 |
| ---- | ------ | ----------- | ---- |
| 1992 | 短編賞 | Himenóptero | 受賞 |

カラバンチェル映画祭
| 年   | 部門   | 作品        | 結果 |
| ---- | ------ | ----------- | ---- |
| 1992 | 短編賞 | Himenóptero | 受賞 |